# Idealisten
Idealisten är en dansk spänningsfilm från 2015 i regi av Christina Rosendahl, med Peter Plaugborg och Søren Malling i huvudrollerna. Den handlar om en journalist som på 1980-talet försöker avslöja hur danska och amerikanska myndigheter har mörklagt sanningen om Thuleolyckan 1968, då ett kärnvapenbestyckat amerikanskt bombflygplan störtade i närheten av Thule Air Base på Grönland.
Filmen har verklig förlaga och bygger på Poul Brinks bok Thule-sagen – løgnens univers utgiven 1997. Filmen hade en budget på 20,5 miljoner danska kronor varav 7,7 miljoner kom från Danska filminstitutet. Den släpptes på bio i Danmark 9 april 2015.

## Medverkande
- Peter Plaugborg som Poul Brink
- Søren Malling som Marius Schmidt
- Arly Jover som Estíbaliz
- Thomas Bo Larsen som Carl Dinesen
- Jens Albinus som Blicher
- Nikolaj Cederholm som Læge Pontoppidan
- Henrik Birch som Ole Damgaard
- Filippa Suensson som Eva
- Jesper Hyldegaard som Lars Krogsgård
- Claus Bue som Per Strandgaard Jensen

## Mottagande
Louise Kidde Sauntved skrev i Berlingske: "Christina Rosendahl är i det hela taget en utmärkt berättare. Hon förstår att orkestrera berättelsen så den på samma gång blir en thriller om makt och missbruk, ett dokument över en komplex epok i dansk och internationell politik och ett porträtt av en eldsjäl."